# Promesses d'Atlantide
Promesses d'Atlantide est un album de bande dessinée dessiné par Luc Brahy sur un scénario d'Éric Corbeyran et Achille Braquelaire. Il sort chez Dargaud en 2003. Cet album est le 1er tome de la série Imago Mundi.

## Résumé
Lors de la pose d'un câble sous-marin, l'entreprise Thimme Invset Co perd mystérieusement une sonde à près de 3 000 m de fond. Mais les images envoyées avant la disparition de l'engin laissent à penser que la disparition s'est déroulée à proximité d'une construction humaine. Ces constructions semblant impossibles, Mr Thimme, propriétaire de l'entreprise, pense qu'il peut s'agir de l'emplacement de la mythique Atlantide.
L'agence Imago Mundi est donc sollicitée pour essayer de déterminer la forme des structures ainsi que leur âge. Mais leur entreprise semble déranger quelqu'un et ils perdent leur première sonde laser à la suite d'un sabotage. Loïc repart sur le continent afin de reconstruire une autre sonde pendant que Leïa et Harald poursuivent leurs investigations avec la sonde de secours.
Loïc fait l'objet d'une tentative de meurtre à Lisbonne et se fait dérober sa nouvelle sonde. Pendant ce temps, une autre sonde, retrouvée près du chantier est analysée par Harald et laisser soupçonner l'entreprise pétrolière Greenoil qui a par le passé effectué des recherches géologiques dans la zone. Mais le vice-président de la compagnie, Johann Hoolans s'explique et dément toute tentative de sabotage de l'opération d'Imago Mundi.